# کارگزار بیمه
کارگزار بیمه (به انگلیسی: Insurance broker) شرکت یا موسسه‌ای است، که در مقابل دریافت کارمزد از شرکت بیمه‌گر، واسطه انجام معاملات بیمه، بین بیمه‌گذار و بیمه‌گر بوده و فعالیت آن، منحصر به ارائه خدمات بیمه‌ای می‌باشد. بزرگترین کارگزاران بیمه در جهان، عبارتند از: ای‌اوان، مارش اند مک‌لنان و ویلیس گروپ هولدینگ.